# Afrojack
Afrojack, artiestennaam van Nick Leonardus van de Wall (Spijkenisse, 9 september 1987), is een Nederlandse diskjockey en muziekproducent. Hij stond in 2019 op nummer 9 in de top 100-lijst van het Britse tijdschrift DJ Magazine.

## Biografie
In 2008 behaalde hij zijn eerste Top 40-hit, Drop down (do my dance), een samenwerking met The Partysquad. Begin augustus 2010 bracht hij de single Take over control uit, een samenwerking met de Nederlandse zangeres Eva Simons. Take over control bereikte in december 2010 ook de Britse Top 40.
In 2011 bracht hij een collaboratiesingle uit met Pitbull, Ne-Yo en Nayer, genaamd Give me everything. Naast een nummer 1-notering in Nederland bereikte de single in meerdere landen, waaronder de Verenigde Staten, de Top 10. Afrojack werkt daarnaast regelmatig samen met de Franse dj David Guetta. In 2011 wonnen ze een Grammy Award voor hun remix van het nummer Revolver van Madonna.Vanaf 29 oktober 2011 heeft Afrojack zijn eigen radioprogramma, Jacked, op Radio 538. Dit programma wordt iedere zaterdag uitgezonden. In 2012 won Afrojack een EBBA-award. In datzelfde jaar won hij ook de Zilveren Harp. In 2016 besloot Afrojack een nieuwe koers te gaan varen en met zijn label Wall Recordings nieuw talent te lanceren. Eerste artiest is Fais, samen maakten ze de track Hey.
Afrojack was tijdens de finale van het eurovisiesongfestival 2021 onderdeel van de intervalact. Hij deed dit samen met Glennis Grace en Wulf.

### Naam
Afrojack ontleent zijn naam aan zijn haardracht, die vaak veranderde en ook eens in een afrokapsel, waardoor hij de bijnaam 'Afro' kreeg. Van deze bijnaam heeft hij zijn artiestennaam Afrojack gemaakt.

### Platenlabel
Afrojack richtte in 2007 zijn eigen platenmaatschappij op, Wall Recordings. Hij neemt met deze maatschappij alleen zijn eigen platen op. Vanaf 2011 komen hier ook andere artiesten op zoals Shermanology en R3hab. Het hoofdkantoor is gevestigd in Driebergen.

## Privé
Afrojack is de zoon van een Surinaamse vader en een Nederlandse moeder.
In 2020 werd bekend dat Afrojack in het Belgische Kalmthout de kasteelvilla 'De Markgraaf' heeft gekocht van de zakenman Jan Rijsdijk. Hij trouwde dat jaar met Elettra Lamborghini met wie hij sinds 2018 een relatie heeft.

## DJ Mag Top 100
Het Britse blad DJ Mag publiceert ieder jaar een lijst met de 100 prominentste internationale dj's, gekozen door het publiek.  Het maakt de dj echter niet erg uit op welke plek hij staat en ziet notering slechts als een extraatje.  De resultaten van Afrojack in deze lijst waren:
| Jaar   | 2010 | 2011 | 2012 | 2013 | 2014 | 2015 | 2016 | 2017 | 2018 | 2019 | 2020 | 2021 |
| ------ | ---- | ---- | ---- | ---- | ---- | ---- | ---- | ---- | ---- | ---- | ---- | ---- |
| plaats | 19   | 7    | 9    | 9    | 12   | 8    | 10   | 8    | 8    | 9    | 7    | 6    |

## Discografie

### Albums
| Album met eventuele hitnotering(en) in de Nederlandse Album Top 100 | Datum van verschijnen | Datum van binnenkomst | Hoogste positie | Aantal weken | Opmerkingen |
| ------------------------------------------------------------------- | --------------------- | --------------------- | --------------- | ------------ | ----------- |
| Forget the World                                                    | 2014                  | 24-05-2014            | 1               | 16           |             |

| Album met hitnotering(en) in de Vlaamse Ultratop 200 albums | Datum van verschijnen | Datum van binnenkomst | Hoogste positie | Aantal weken | Opmerkingen |
| ----------------------------------------------------------- | --------------------- | --------------------- | --------------- | ------------ | ----------- |
| Forget the World                                            | 2014                  | 31-05-2014            | 34              | 14           |             |

### Singles
| Single met eventuele hitnotering(en) in de Nederlandse Top 40 | Datum van verschijnen | Datum van binnenkomst | Hoogste positie | Aantal weken | Opmerkingen                                                                               |
| ------------------------------------------------------------- | --------------------- | --------------------- | --------------- | ------------ | ----------------------------------------------------------------------------------------- |
| In Your Face                                                  | 2005                  | -                     |                 |              | Nr. 60 in de Single Top 100                                                               |
| Drop down (Do my dance)                                       | 2008                  | 21-06-2008            | 20              | 7            | met The Partysquad / Nr. 12 in de Single Top 100                                          |
| A msterdamn                                                   | 2010                  | -                     |                 |              | met The Partysquad / Nr. 86 in de Single Top 100                                          |
| Take Over Control                                             | 2010                  | 21-08-2010            | 12              | 12           | met Eva Simons / Nr. 12 in de Single Top 100                                              |
| Give Me Everything                                            | 04-04-2011            | 14-05-2011            | 1(2wk)          | 25           | met Pitbull, Ne-Yo & Nayer / Nr. 2 in de Single Top 100                                   |
| Selecta                                                       | 2011                  | 16-07-2011            | 37              | 3            | met Quintino / Nr. 74 in de Single Top 100                                                |
| No Beef                                                       | 2011                  | 17-12-2011            | 26              | 7            | met Steve Aoki & Miss Palmer / Nr. 23 in de Single Top 100                                |
| We're All No One                                              | 16-01-2011            | 24-12-2011            | tip2            | -            | met Nervo & Steve Aoki / Nr. 89 in de Single Top 100                                      |
| Can't Stop Me                                                 | 23-01-2012            | 24-03-2012            | 8               | 26           | met Shermanology / Nr. 8 in de Single Top 100 / Alarmschijf                               |
| Rock the House                                                | 2012                  | 18-08-2012            | 17              | 13           | Nr. 19 in de Single Top 100                                                               |
| Bad (DJ Buddha edit)                                          | 2012                  | 29-09-2012            | tip20           | -            | met Michael Jackson & Pitbull                                                             |
| Sovereign Light Café (Afrojack remix)                         | 24-12-2012            | 09-03-2013            | 22              | 11           | met Keane / Nr. 29 in de Single Top 100                                                   |
| As Your Friend                                                | 2013                  | 13-04-2013            | 30              | 3            | met Chris Brown / Nr. 40 in de Single Top 100                                             |
| The Spark                                                     | 11-10-2013            | 19-10-2013            | 14              | 19           | met Spree Wilson / Nr. 19 in de Single Top 100 / Alarmschijf                              |
| Ten Feet Tall                                                 | 2014                  | 22-02-2014            | 9               | 25           | met Wrabel / Nr. 9 in de Single Top 100                                                   |
| Do or Die (Remix)                                             | 2014                  | 19-04-2014            | tip2            | -            | met Thirty Seconds to Mars / Nr. 98 in de Single Top 100                                  |
| Dynamite                                                      | 2014                  | 26-04-2014            | tip1            | -            | met Snoop Dogg / Nr. 76 in de Single Top 100                                              |
| Freedom                                                       | 2014                  | 16-08-2014            | tip4            | -            | met D-Wayne & Jack McManus                                                                |
| Turn Up the Speakers                                          | 25-08-2014            | 30-08-2014            | tip2            | -            | met Martin Garrix / Nr. 50 in de Single Top 100                                           |
| Illuminate                                                    | 28-11-2014            | 29-11-2014            | tip2            | -            | met Matthew Koma                                                                          |
| Hey Mama                                                      | 2015                  | 23-05-2015            | 12              | 20           | met David Guetta & Nicki Minaj / Nr. 79 in de Single Top 100                              |
| Summerthing!                                                  | 2015                  | 11-07-2015            | 13              | 13           | met Mike Taylor / Nr. 59 in de Single Top 100 / Alarmschijf                               |
| Unstoppable                                                   | 2015                  | 31-10-2015            | tip8            | -            |                                                                                           |
| Hey                                                           | 2016                  | 26-03-2016            | 2               | 22           | met Fais / Nr. 8 in de Single Top 100                                                     |
| Gone                                                          | 2016                  | 13-08-2016            | tip2            | -            | met Ty Dolla Sign                                                                         |
| Used to Have It All                                           | 2016                  | 29-10-2016            | 18              | 15           | met Fais / Nr. 100 in de Single Top 100 / Alarmschijf                                     |
| Wave Your Flag                                                | 2017                  | 04-03-2017            | tip21           | -            | met Luis Fonsi                                                                            |
| Another Life                                                  | 27-04-2017            | 13-05-2017            | 28              | 13           | met David Guetta & Ester Dean / Nr. 84 in de Single Top 100 / Alarmschijf                 |
| Lost                                                          | 2017                  | 14-10-2017            | tip2            | -            | met Vassy & Oliver Rosa                                                                   |
| Dirty Sexy Money                                              | 2017                  | 25-11-2017            | 18              | 11           | met David Guetta, Charli XCX & French Montana / Nr. 66 in de Single Top 100 / Alarmschijf |
| New Memories                                                  | 2017                  | 16-12-2017            | tip7            | -            | met Dubvision                                                                             |
| Bed of Roses                                                  | 2018                  | 24-02-2018            | tip2            | -            | met Stanaj                                                                                |
| One More Day                                                  | 2018                  | 12-05-2018            | tip5            | -            | met Jewelz & Sparks                                                                       |
| Where Did the Love Go                                         | 2018                  | 04-08-2018            | tip10           | -            | met Chico Rose & Lyrica Anderson                                                          |
| Sober                                                         | 2019                  | 23-03-2019            | tip23           | -            | met Rae Sremmurd & Stanaj                                                                 |
| Back to Life                                                  | 2019                  | 16-08-2019            | tip10           | -            | met Dubvision                                                                             |
| Cloud 9                                                       | 2020                  | 13-06-2020            | tip18           | -            | met Chico Rose & Jeremih                                                                  |
| Hero                                                          | 2021                  | 22-05-2021            | 3               | 22           | met David Guetta                                                                          |
| Anywhere with You                                             | 2021                  | 13-11-2021            | 28              | 8            | met Lucas & Steve & Dubvision                                                             |

| Single met hitnotering(en) in de Vlaamse Ultratop 50 | Datum van verschijnen | Datum van binnenkomst | Hoogste positie | Aantal weken | Opmerkingen                                   |
| ---------------------------------------------------- | --------------------- | --------------------- | --------------- | ------------ | --------------------------------------------- |
| Take over Control                                    | 2010                  | 25-09-2010            | tip7            | -            | met Eva Simons                                |
| Give me Everything                                   | 04-04-2011            | 16-04-2011            | 1(5wk)          | 27           | met Pitbull, Ne-Yo & Nayer / Platina          |
| The Way We See the World (Tomorrowland 2011 anthem)  | 01-08-2011            | 13-08-2011            | 34              | 2            | met Dimitri Vegas & Like Mike & Nervo         |
| No Beef                                              | 2011                  | 05-11-2011            | tip5            | -            | met Steve Aoki & Miss Palmer                  |
| We're All No One                                     | 2011                  | 21-01-2012            | tip56           | -            | met Nervo & Steve Aoki                        |
| Can't Stop Me                                        | 2012                  | 05-05-2012            | tip75           | -            | met Shermanology                              |
| As Your Friend                                       | 2013                  | 06-04-2013            | tip5            | -            | met Chris Brown                               |
| The Spark                                            | 2013                  | 19-10-2013            | tip5            | -            | met Spree Wilson                              |
| Ten Feet Tall                                        | 2014                  | 22-02-2014            | tip57           | -            | met Wrabel                                    |
| Dynamite                                             | 2014                  | 09-08-2014            | tip51           | -            | met Snoop Dogg                                |
| Turn Up the Speakers                                 | 2014                  | 20-09-2014            | 44              | 2            | met Martin Garrix                             |
| Hey Mama                                             | 2015                  | 25-04-2015            | 9               | 18           | met David Guetta, Bebe Rexha & Nicki Minaj    |
| Summerthing!                                         | 2015                  | 18-07-2015            | tip17           | -            | met Mike Taylor                               |
| Unstoppable                                          | 2015                  | 02-01-2016            | tip             | -            |                                               |
| Hey                                                  | 2016                  | 12-03-2016            | tip             | -            | met Fais                                      |
| Gone                                                 | 2016                  | 27-08-2016            | tip             | -            | met Ty Dolla Sign                             |
| Used to Have It All                                  | 2016                  | 05-11-2016            | tip             | -            | met Fais                                      |
| Diamonds                                             | 2017                  | 11-02-2017            | tip             | -            | met Jay Karama                                |
| Another Life                                         | 2017                  | 13-05-2017            | tip             | -            | met David Guetta & Ester Dean                 |
| Dirty Sexy Money                                     | 2017                  | 11-11-2017            | tip4            | -            | met David Guetta, Charli XCX & French Montana |
| New Memories                                         | 2017                  | 13-01-2018            | tip             | -            | met Dubvision                                 |
| Helium                                               | 2018                  | 03-02-2018            | tip             | -            | met Sia & David Guetta                        |
| Sober                                                | 2019                  | 20-04-2019            | tip             | -            | met Rae Sremmurd & Tanaj                      |
| Switch                                               | 2019                  | 08-06-2019            | tip             | -            | met Jewelz & Sparks & Emmalyn                 |
| We Got That Cool                                     | 2019                  | 06-07-2019            | tip12           | -            | met Yves V & Icona Pop                        |
| Sad                                                  | 2019                  | 07-09-2019            | tip17           | -            | met Chico Rose                                |
| All Night                                            | 2020                  | 21-03-2020            | tip             | -            | met Ally Brooke                               |
| Cloud 9                                              | 2020                  | 27-06-2020            | tip             | -            | met Chico Rose & Jeremih                      |
| Speechless                                           | 2020                  | 22-08-2020            | tip             | -            | met Chico Rose & Azteck                       |
| Hero                                                 | 2021                  | 08-05-2021            | tip19           | -            | met David Guetta                              |
| Never Forget You                                     | 2025                  | 03-05-2025            | 18              | 13*          |                                               |